# Burgstall Herzogau
Der Burgstall Herzogau ist eine abgegangene Spornburg im Wiesengelände eines auslaufenden 680 Meter hohen Sporns in der Gemarkung Herzogau der Stadt Waldmünchen im Oberpfälzer Landkreis Cham in Bayern. Die Anlage wird als Bodendenkmal unter der Aktennummer D-3-6642-0005 im Bayernatlas als „mittelalterlicher Burgstall“ geführt.

## Geschichte
Über die Entstehung der möglicherweise im 13. Jahrhundert erbauten Burg, die nur kurze Zeit bestand, ist nichts überliefert. Vermutlich handelte es sich um eine Ministerialenburg, deren Zugehörigkeit zur Mark Cham, den Schwarzenburgern oder den Grafen von Bogen ungeklärt ist. Ein Fund weist auf die Nutzung der Burg im 13. Jahrhundert hin, was eine Aufgabe annehmen lässt, nachdem 1242 die Besitzungen der Grafen von Bogen an die Wittelsbacher übergingen.

## Beschreibung
Die ehemalige Burganlage auf einer 50 mal 30 Meter großen Kuppe zeigt nach Norden und Nordosten eine 4 Meter hohe Kante. Nach archäologischer Untersuchung weist ein Randstück auf das 13. Jahrhundert hin. Der Burgstall wird als mottenartig beschrieben und ist heute ein Bodendenkmal. Das Gelände dient heute als Pferdekoppel.